# Zecovi
Zecovi (szerbül: Зецови), falu Bosznia-Hercegovinában, Bosanska krajina területén, Prijedor községben, a Szerb Köztársaságban. 

## Fekvése
Bosznia-Hercegovina északnyugati részén, Banja Lukától légvonalban 45, közúton 64 km-re nyugatra, községközpontjától légvonalban 8, közúton 10 km-re délre, a Szana bal partjától nyugatra fekvő erdős hegyvidéken, a Kostajnica és Radulovica-patakok völgyében, 150 – 350 méteres tengerszint feletti magasságban fekszik. Több, szétszórt, kis településből áll.

## Népessége
| Nemzetiségi csoport | Népesség 1991 | Népesség 2013 |
| ------------------- | ------------- | ------------- |
| Szerb               | 152           | 121           |
| Bosnyák             | 701           | 311           |
| Horvát              | 21            | 1             |
| Jugoszláv           | 10            | 0             |
| Egyéb               | 3             | 5             |
| Összesen            | 887           | 438           |

## Története
Az itt talált régészeti leletek tanúsága szerint a település területe már az őskorban is lakott volt. A „Grad” nevű lelőhelyen őskori erődítmény maradványai kerültek elő, mely a kőrézkortól egészen a vaskor végéig használatban volt. A római korban keleti eredetű katonai személyzet állomásozott itt, mely a keleti kultuszok isteneinek áldozott. A középkori lakott településről tanúskodnak a középkori templom alapfalai és középkori erődítéseinek maradványai. A középkori település életének feltehetően az oszmán hódítás vetett véget.
A település 1878-ig tartozott az Oszmán Birodalomhoz, ekkor a berlini kongresszus határozata alapján az Osztrák-Magyar Monarchia része lett. A monarchia szétesésével 1918-ban előbb a Szerb-Horvát-Szlovén Királyság, majd 1929-től a Jugoszláv Királyság része. Jugoszlávia megszállása után a falu a Független Horvát Állam (NDH) része lett. 
1945-től a település a szocialista Jugoszlávia része volt. 1963-ig Ljubija község része volt. A boszniai háború idején a település a Boszniai Szerb Köztársasághoz tartozott. 1992. júliusában szerb fegyveresek 150 bosnyák civilt, köztük nőket és gyermekeket gyilkoltak meg a településen. Míg akkoriban a Sana folyó bal partján fekvő többi falu etnikailag szinte tisztán muszlim volt, Zecovi vegyes lakosságú közösség volt, többségében bosnyák lakossággal. A helyi közösség több faluból állt, amelyek közül Brđani tisztán bosnyák, Radulovici és Babići szerb lakosságú, valamint Grujcici és Mrdje, amelyek a Prijedor-Sanski útvonal mentén helyezkedtek el. A faluban működött a Mladen Stojanovic Általános Iskola, amelybe körülbelül 70-80 diák járt elsőtől negyedik osztályig. A helyi közösségi iroda ugyanazon a helyiségben, míg az élelmiszerbolt külön helyiségben kapott helyet. A falu 1992-ben teljesen elpusztult. Az etnikai tisztogatások során csak 1992. július 23-án több mint 100 férfit öltek meg vagy vittek táborokba. 1992. július 24-ről 25-re virradó éjszaka több mint 30 nőt és gyermeket gyilkoltak meg, a legidősebb gyermek 16 éves, a legfiatalabb pedig csak néhány hónapos volt. A mészárlást csak egy 15 éves fiú élte túl, aki egy ház mögött rejtőzött el. A meggyilkolt 150 polgári személy földi maradványait a közelmúltban találták meg az eddig felfedezett legnagyobb tömegsírban, Tomašicában – egy hatalmas területen, ahol 2004-ben találták meg az első holttesteket, de 2013 óta sokkal többet fedeztek fel. 32 helyi lakos holttestét máig nem találták meg. A daytoni békeszerződést követő területfelosztásnál a település Prijedor község részeként a Szerb Köztársaság területéhez került. 

## Nevezetességei
- Grad – őskori erődítmény maradványai, római kori és középkori lelőhely. A lelőhelyet a 19. század végén V. Radimsky és F. Fiala azonosította. Az ókori és középkori objektumok ásatása 1959-ben (I. Čremošnik) kezdődött, míg az őskori rétegek feltárása már 1954-ben (A. Benac) megindult, majd 1956-ban folytatódott. Az erődítmény hosszúkás alakú, mintegy 50 méter széles és 150 méter hosszú, észak-déli irányú. Középső része egy észak felé lejtő tágasabb platón helyezkedik el. Főként ezen a részen tártak fel őskori rétegeket. A feltárt terület mintegy 300 m2 (20x15 méter) nagyságú volt. A terep lejtése miatt az őskori rétegek 0,50 – 2,60 méter között kerültek elő. A legmélyebb részen öt különböző rétegek tártak fel. A legalsó rétegben két építési fázist azonosítottak. A legalsó részen földbe süllyesztett, gödörlakások, a felette feltárt részen pedig négyszögletes alaprajzú, földszintes házak maradványait találták. Az alulról második rétegben előkerült egy nagyobb épület (18x20 méter), melynek padozata finoman megmunkált vályogból készült, melyből kiemelkedett egy négyszögletes rész. Az épület valószínűleg egy kultikus hely volt. A harmadik rétegben feltűntek egy négyszögletes, fából épített, vakolt épület maradványai, de a későbbi tevékenység nyomai megsemmisültek. A legalső réteg leleteit a kőrézkori vučedoli kultúrával azonosították. A csiszolt kő és kovakő eszközök egy régebbi kultúra hagyományaira utalnak. Ebben a rétegben a réz olvasztására és megmunkálására szolgáló objektumok is találhatók. A kerámiák a vučedoli kultúra kevéssé díszített tárgyai közül valók. A harmadik és negyedik réteg közötti anyag arra utal, hogy ekkor a település hosszabb ideig lakatlan volt. A harmadik réteget a késő bronzkori urnamezős kultúra hagyatékával, a második réteget a kora vaskorral, az legfelső réteget pedig a késői vaskorral hozták kapcsolatba. A lelőhely jelentőségté az adja, hogy Boszniában itt sikerült először kimutatni a pannóniai vučedoli kultúrával való kapcsolatot.[4]

- Különösen érdekes az a lelőhely, amely a bikaáldozat (taurobolium) kultuszának 4. századi jelenlétére utal. A kultikus hely egy folyosóból, áldozati helyiségből és földalatti kamrából állt. A mélyedésben bikakoponyákat és egyéb csontokat, valamint faszerkezetre utaló vastárgyakat találtak. A római őrség észrevehetően a keleti kultuszok isteneinek áldozott.[4] A feltételezett kultikus tárgyakat az itt a talált érmék a 319-től 390-ig tartó időszakra datálták. A. Benac feltételezte, hogy a kultikus objektum a 4. század első felében épült, és a 4. század végéig fennmaradt. A szerző a bikakoponyák és -csontok leletei alapján arra a következtetésre jutott, hogy az objektumnak két használati fázisa volt: az első szakaszban a Magna Maternek való áldozásra és a taurobolium előállítására használták, míg a második szakaszban a földalatti helyiséget betemették, és a felső helyiségben folytatták az áldozást. J. Medini egyetértett A. Benac feltételezésével, miszerint a földalatti kamrát tauroboliumhoz használták. Azonban még ha feltételezzük is, hogy a taurobolium létezett és a zecovi kultikus objektumban végezték, sok elem ellene szól – például a föld alatti helyiség magassága mindössze 1 m, ami azt jelenti, hogy a tauroboliatus (áldozó pap) nem tudott állni, hanem a földön feküdt. Ezen kívül Magna Mater templomát nem találták meg Zecovi közelében, de még tágabb körzetében sem.[8]

- A hely középkori népességére utalnak a középkori templom és erődítések maradványai, valamint az itt talált szórványos középkori leletek.[4]